# The Voice Portugal
Pour les articles homonymes, voir The Voice.
 (juillet 2025).
The Voice Portugal est la version portugaise de l'émission musicale The Voice lancée en 2010 par John de Mol. Elle est diffusée depuis le 29 octobre 2011 sur la chaîne RTP1.

## Participants
| Saisons            | Saisons | Saisons | Saisons | Saisons | Saisons | Saisons | Saisons | Saisons | Saisons | Saisons | Saisons | Saisons |
| Coach              | 1       | 2       | 3       | 4       | 5       | 6       | 7       | 8       | 9       | 10      | 11      |         |
| ------------------ | ------- | ------- | ------- | ------- | ------- | ------- | ------- | ------- | ------- | ------- | ------- | ------- |
| Rui Reininho       |         |         |         |         |         |         |         |         |         |         |         |         |
| Mia Rose           |         |         |         |         |         |         |         |         |         |         |         |         |
| Anjos              |         |         |         |         |         |         |         |         |         |         |         |         |
| Paulo Gonzo        |         |         |         |         |         |         |         |         |         |         |         |         |
| Marisa Liz         |         |         |         |         |         |         |         |         |         |         |         |         |
| Anselmo Ralph      |         |         |         |         |         |         |         |         |         |         |         |         |
| Mickael Carreira   |         |         |         |         |         |         |         |         |         |         |         |         |
| Aurea              |         |         |         |         |         |         |         |         |         |         |         |         |
| Diogo Piçarra      |         |         |         |         |         |         |         |         |         |         |         |         |
| António Zambujo    |         |         |         |         |         |         |         |         |         |         |         |         |
| Dino D'Santiago    |         |         |         |         |         |         |         |         |         |         |         |         |
| Carolina Deslandes |         |         |         |         |         |         |         |         |         |         |         |         |
| Fernando Daniel    |         |         |         |         |         |         |         |         |         |         |         |         |
| Sónia Tavares      |         |         |         |         |         |         |         |         |         |         |         |         |
| Sara Correia       |         |         |         |         |         |         |         |         |         |         |         |         |

### Résumé des saisons
- Équipe Rui
- Équipe Mia
- Équipe Anjos
- Équipe Paulo

- Équipe Marisa
- Équipe Anselmo
- Équipe Mickael
- Équipe Aurea

- Équipe Diogo
- Équipe António
- Équipe Carolina
- Équipe Dino
- Équipe Sara
- Équipe Fernando
- Équipe Sónia

| Saison | Première          | Finale           | Vainqueur         | Deuxième         | Troisième          | Quatrième         | Cinquième                                              | Coach gagnant    | Présentateurs    | Présentateurs   | Présentateurs     | Présentateurs    | Présentateurs   | Ordre des chaises des coachs | Ordre des chaises des coachs | Ordre des chaises des coachs | Ordre des chaises des coachs |
| Saison | Première          | Finale           | Vainqueur         | Deuxième         | Troisième          | Quatrième         | Cinquième                                              | Coach gagnant    | Principal        | Principal       | Coulisses         | Coulisses        | Coulisses       | 1                            | 2                            | 3                            | 4                            |
| ------ | ----------------- | ---------------- | ----------------- | ---------------- | ------------------ | ----------------- | ------------------------------------------------------ | ---------------- | ---------------- | --------------- | ----------------- | ---------------- | --------------- | ---------------------------- | ---------------------------- | ---------------------------- | ---------------------------- |
| 1      | 29 octobre 2011   | 25 février 2012  | Denis Filipe      | Ricardo Oliveira | Daniel Moreira     | Bianca Adrião     | Des saisons 1 à 5, il n'y avait que quatre finalistes. | Rui Reininho     | Catarina Furtado | —               | Diogo Beja        | —                | —               | Rui                          | Mia                          | Anjos                        | Paulo                        |
| 2      | 30 mars 2014      | 27 juillet 2014  | Rui Drumond       | Luís Sequeira    | Alexandre Casimiro | Nuno Ribeiro      | Des saisons 1 à 5, il n'y avait que quatre finalistes. | Anselmo Ralph    | Catarina Furtado | Vasco Palmeirim | Laura Figueiredo  | Mariana Monteiro | Pedro Fernandes | Mickael                      | Marisa                       | Anselmo                      | Rui                          |
| 3      | 11 octobre 2015   | 10 janvier 2016  | Deolinda Kinzimba | Pedro Gonçalves  | Sérgio Sousa       | Patrícia Teixeira | Des saisons 1 à 5, il n'y avait que quatre finalistes. | Mickael Carreira | Catarina Furtado | Vasco Palmeirim | Jani Gabriel      | —                | —               | Mickael                      | Marisa                       | Aurea                        | Anselmo                      |
| 4      | 4 septembre 2016  | 25 décembre 2016 | Fernando Daniel   | Francisco Murta  | Miguel Carmona     | Marta Carvalho    | Des saisons 1 à 5, il n'y avait que quatre finalistes. | Mickael Carreira | Catarina Furtado | Vasco Palmeirim | Jani Gabriel      | —                | —               | Marisa                       | Mickael                      | Aurea                        | Anselmo                      |
| 5      | 10 septembre 2017 | 23 décembre 2017 | Tomás Adrião      | Ana Paula Rada   | Kátia Moreira      | Inês Simões       | Des saisons 1 à 5, il n'y avait que quatre finalistes. | Marisa Liz       | Catarina Furtado | Vasco Palmeirim | Jani Gabriel      | —                | —               | Mickael                      | Marisa                       | Aurea                        | Anselmo                      |
| 6      | 23 septembre 2018 | 30 décembre 2018 | Marvi             | Diana Castro     | Soraia Cardoso     | Vânia Dilac       | Gonçalo Lopes                                          | Marisa Liz       | Catarina Furtado | Vasco Palmeirim | Mafalda de Castro | —                | —               | Mickael                      | Aurea                        | Marisa                       | Anselmo                      |
| 7      | 13 octobre 2019   | 12 janvier 2020  | Rita Sanches      | Gabriel de Rose  | Joana Alegre       | Carolina Pinto    | Sebastião Oliveira                                     | António Zambujo  | Catarina Furtado | Vasco Palmeirim | Mafalda de Castro | —                | —               | Diogo                        | Marisa                       | António                      | Aurea                        |
| 8      | 27 septembre 2020 | 3 janvier 2021   | Luís Trigacheiro  | Tiago Silva      | Tiago Barbosa      | Miguel & João     | Diogo Leite                                            | Marisa Liz       | Catarina Furtado | Vasco Palmeirim | Fábio Lopes       | —                | —               | Aurea                        | Diogo                        | Marisa                       | António                      |
| 9      | 17 octobre 2021   | 6 février 2022   | Rodrigo Lourenço  | João Leote       | Daniel Fernandes   | Edmundo Inácio    | Mariana Rocha                                          | António Zambujo  | Catarina Furtado | Vasco Palmeirim | Fábio Lopes       | —                | —               | Marisa                       | António                      | Aurea                        | Diogo                        |
| 10     | 25 septembre 2022 | 22 janvier 2023  | Gustavo Reinas    | Paulo Lapa       | Rebeca Reinaldo    | Coastel           | —                                                      | Marisa           | Catarina Furtado | Vasco Palmeirim | Catarina Maia     | —                | —               | Marisa                       | Dino                         | Diogo                        | Carolina                     |
| 11     | Octobre 2023      | Janvier 2024     | TBA               | TBA              | TBA                | TBA               | TBA                                                    | TBA              | Catarina Furtado | —               | Catarina Maia     | —                | —               | Fernando                     | Sónia                        | António                      | Sara                         |